# الحمض (الشرية)

تعديل مصدري - تعديل

الحمض هي إحدى قرى عزلة آل غنيم بمديرية الشرية التابعة لمحافظة البيضاء، بلغ تعداد سكانها 563 نسمة حسب تعداد اليمن لعام 2004.